# وسله (ناحیه دیتشین)
وسله (به چکی: Veselé) یک منطقهٔ مسکونی در جمهوری چک است که در ناحیه دیتشین واقع شده‌است. وسله ۷٫۳۷ کیلومتر مربع مساحت و ۲۹۸ نفر جمعیت دارد و ۲۶۴ متر بالاتر از سطح دریا واقع شده‌است.